# Karl Friedrich Euler
Karl Friedrich Euler (* 4. Juni 1909 in Liedolsheim; † 15. Dezember 1986) war ein deutscher Theologe und Hochschullehrer während der Zeit des Nationalsozialismus.

## Leben
Euler studierte evangelische Theologie und promovierte zu einem Thema im Fach Altes Testament. Schon in seiner Studienzeit näherte er sich der nationalsozialistischen Weltanschauung und trat in die SA ein. Im Jahre 1936 wurde er Dozent für Altes Testament und Orientalistik an der Universität Gießen. Er wurde Mitglied im Nationalsozialistischen Deutschen Dozentenbund, beantragte am 25. Juni 1937 die Aufnahme in die NSDAP und wurde rückwirkend zum 1. Mai desselben Jahres aufgenommen (Mitgliedsnummer 5.575.607). Euler erklärte 1939 seine Mitarbeit im Institut zur Erforschung und Beseitigung des jüdischen Einflusses auf das deutsche kirchliche Leben. Von März 1940 bis 1942 übernahm er wegen seiner Hebräisch-Sprachkenntnisse einen Dienst bei der Auslandsbriefprüfstelle in der Abwehrstelle in Berlin. Anschließend wurde er zum Heeresdienst eingezogen, kehrte aber im Sommer 1943 an die Universität zurück. Zur Erforschung der „Judenfrage“ im Generalgouvernement stellte er im Mai 1941 einen Reiseantrag dorthin. Nach seiner Entlassung aus dem akademischen Dienst 1946 war er zwischen 1949 und 1967 am Universitätsklinikum Gießen als Seelsorger tätig. Bis zum Ende seines Lebens war er aktives Mitglied im Oberhessischen Geschichtsverein, wo er Forschungen zur Architektur des Mittelalters, insbesondere zum Kloster Schiffenberg bei Gießen vorlegte.

## Äußerungen
Seine antisemitischen Phobien werden an Erklärungen wie dieser aus dem Oktober 1942 deutlich: „Dort, von wo heute das Judentum auszieht, um sich die Welt untertan zu machen, dort ist seine Heimat. Nicht der alte Orient, die Heimat der Hebräer; nicht Palästina, die einstige Heimat der Israeliten und Judäer – die Heimat des Judentums ist das Ghetto“.

## Schriften (Auswahl)
- Die Verkündigung vom leidenden Gottesknecht aus Jesaja 53 in der griechischen Bibel, W. Kohlhammer: Stuttgart 1934 (Dissertation)
- mit Johannes Hempel, Georg Bertram, Walter Grundmann, Carl Schneider, Walter Birnbaum, Paul Jaeger, Fritz Schulze, Friedrich Peter: Institutsmitteilungen, hg. v. Arbeitskreis „Volkstestament“, Heft 2–3 (1940), S. 49ff.
- mit Walter Grundmann: Das religiöse Gesicht des Judentums. Eine Veröffentlichung aus dem im Jahre 1939 gegründeten und 1945 aufgelösten, u. a. von elf evangelischen Landeskirchen getragenen "Institut zur Erforschung des jüdischen Einflusses auf das deutsche kirchliche Leben." Materialien zur Geschichtsforschung, 18. Verlag für ganzheitliche Forschung, Viöl 1997. (Faksimile) ISBN 3927933961 Zuerst 1941.
- Die Rassengeschichte des vorderen Orients und die Wissenschaft vom Alten Testament, in: Walter Grundmann (Hg.): Germanentum, Christentum und Judentum. Studien zur Erforschung ihres gegenseitigen Verhältnisses, Bd. 2: Sitzungsberichte der zweiten Arbeitstagung des Instituts zur Erforschung des jüdischen Einflusses auf das deutsche kirchliche Leben vom 3.–5. März 1941 in Eisenach, Leipzig 1942, S. 229–272
- Todesdatum, Sterbeort und Grabstätte der Gräfin Clementia, in: Mitteilungen des Oberhessischen Geschichtsvereins (MOHG), Neue Folge (NF) 59, 1974, S. 167–179
- Neue Studien zur Stiftung der Kirche auf dem Schiffenberg, in: MOHG, NF 62, 1977, S. 41–56
- Hartmann von Homberg, Propst auf dem Schiffenberg, in: MOHG, NF 63, 1978, S. 17–19
- Die politische Bedeutung der Weihe der Schiffenberger Kirche (1129), in: MOHG, NF 64, 1979, S. 29–48
- Ein unbeachteter Propst und ein unbeachtetes Siegel des Schiffenbergs, in: MOHG, NF 68, 1983, S. 127–138
- Das Haus auf dem Berge. Die Geschichte des Augustinerchorherrenstiftes Schiffenberg (1129–1323), Sonderbd. d. Oberhessischen Geschichtsvereins, Gießen 1984
- Der Giessener Hausberg. Aufsätze zur Vorgeschichte und Geschichte des Augustinerchorherrenstiftes Schiffenberg, Gießen 1985, ISBN 3-922272-14-2.
- Das Hospital zum "Hl. Geist und St. Elisabeth" zu Giessen, in: MOHG, NF 73, 1988, S. 1–52
- Die Geschichte des Giessener Aussätzigen-Hospitals, in: MOHG, NF 73, 1988, S. 53–62